# پیوتر گاسک
پیوتر گاسک (انگلیسی: Piotr Gacek؛ زادهٔ ۱۶ سپتامبر ۱۹۷۸) بازیکن والیبال اهل لهستان عضو سابق تیم ملی لهستان از سال ۲۰۰۵ تا ۲۰۱۰ بازیکن فعلی باشگاه گدانسک است.